# Le Tréport
Le Tréport és un municipi francès situat al departament del Sena Marítim i a la regió de Normandia. L'any 2007 tenia 5.728 habitants.

## Demografia

### Població
El 2007 la població de fet de Le Tréport era de 5.728 persones. Hi havia 2.481 famílies de les quals 883 eren unipersonals (372 homes vivint sols i 511 dones vivint soles), 655 parelles sense fills, 684 parelles amb fills i 259 famílies monoparentals amb fills.
La població ha evolucionat segons el següent gràfic:
Habitants censats

### Habitatges
El 2007 hi havia 4.056 habitatges, 2.546 eren l'habitatge principal de la família, 1.103 eren segones residències i 407 estaven desocupats. 2.110 eren cases i 1.913 eren apartaments. Dels 2.546 habitatges principals, 1.110 estaven ocupats pels seus propietaris, 1.381 estaven llogats i ocupats pels llogaters i 55 estaven cedits a títol gratuït; 87 tenien una cambra, 364 en tenien dues, 702 en tenien tres, 744 en tenien quatre i 648 en tenien cinc o més. 1.104 habitatges disposaven pel capbaix d'una plaça de pàrquing. A 1.318 habitatges hi havia un automòbil i a 459 n'hi havia dos o més.

### Piràmide de població
La piràmide de població per edats i sexe el 2009 era:
| Homes | Edats   | Dones |
| ----- | ------- | ----- |
| 0     | 95 o +  | 0     |
| 12    | 90 a 94 | 20    |
| 4     | 85 a 89 | 80    |
| 48    | 80 a 84 | 76    |
| 108   | 75 a 79 | 160   |
| 96    | 70 a 74 | 168   |
| 100   | 65 a 69 | 172   |
| 96    | 60 a 64 | 164   |
| 124   | 55 a 59 | 108   |
| 144   | 50 a 54 | 164   |
| 212   | 45 a 49 | 228   |
| 192   | 40 a 44 | 188   |
| 216   | 35 a 39 | 176   |
| 204   | 30 a 34 | 260   |
| 280   | 25 a 29 | 196   |
| 208   | 20 a 24 | 232   |
| 221   | 15 a 19 | 176   |
| 180   | 10 a 14 | 208   |
| 184   | 5 a 9   | 208   |
| 120   | 0 a 4   | 160   |

## Economia
El 2007 la població en edat de treballar era de 3.677 persones, 2.478 eren actives i 1.199 eren inactives. De les 2.478 persones actives 2.018 estaven ocupades (1.161 homes i 857 dones) i 460 estaven aturades (221 homes i 239 dones). De les 1.199 persones inactives 370 estaven jubilades, 263 estaven estudiant i 566 estaven classificades com a «altres inactius».

### Ingressos
El 2009 a Le Tréport hi havia 2.530 unitats fiscals que integraven 5.449,5 persones, la mediana anual d'ingressos fiscals per persona era de 14.398 €.

### Activitats econòmiques
Dels 275 establiments que hi havia el 2007, 3 eren d'empreses extractives, 6 d'empreses alimentàries, 2 d'empreses de fabricació de material elèctric, 11 d'empreses de fabricació d'altres productes industrials, 12 d'empreses de construcció, 94 d'empreses de comerç i reparació d'automòbils, 10 d'empreses de transport, 62 d'empreses d'hostatgeria i restauració, 1 d'una empresa d'informació i comunicació, 9 d'empreses financeres, 9 d'empreses immobiliàries, 9 d'empreses de serveis, 31 d'entitats de l'administració pública i 16 d'empreses classificades com a «altres activitats de serveis».
Dels 86 establiments de servei als particulars que hi havia el 2009, 1 era una comissaria de policia, 1 oficina d'administració d'Hisenda pública, 1 oficina del servei públic d'ocupació, 1 gendarmeria, 1 oficina de correu, 4 oficines bancàries, 2 funeràries, 1 taller de reparació d'automòbils i de material agrícola, 2 autoescoles, 2 paletes, 1 guixaire pintor, 1 fusteria, 6 lampisteries, 1 electricista, 1 empresa de construcció, 6 perruqueries, 48 restaurants, 2 agències immobiliàries, 2 tintoreries i 2 salons de bellesa.
Dels 56 establiments comercials que hi havia el 2009, 8 eren botiges de menys de 120 m², 6 fleques, 5 carnisseries, 12 peixateries, 2 llibreries, 11 botigues de roba, 3 botigues d'equipament de la llar, 4 botigues de material esportiu, 1 una botiga de material de revestiment de parets i terra, 1 una perfumeria i 3 floristeries.
L'any 2000 a Le Tréport hi havia 9 explotacions agrícoles.

## Fills il·lustres
- Paul Paray (1886-1979) director d'orquestra i compositor.

## Equipaments sanitaris i escolars
El 2009 hi havia 1 centre de salut, 3 farmàcies i 1 ambulància.
El 2009 hi havia 2 escoles maternals i 1 escola elemental. A Le Tréport hi havia 1 col·legi d'educació secundària i 1 liceu tecnològic. Als col·legis d'educació secundària hi havia 437 alumnes i als liceus tecnològics 222.

## Poblacions més properes
El següent diagrama mostra les poblacions més properes.